# Национальная баскетбольная лига Литвы
NKL (лит. Nacionalinė Krepšinio Lyga) или НБЛ (Национальная баскетбольная лига) — второй по значимости дивизион  чемпионата Литвы по баскетболу.

## Регламент
Чемпионат проходит в несколько этапов.
Этап I — Регулярный сезон
Все команды играют друг с другом дома и в гостях, определяя итоговую таблицу чемпионата.
Этап II — Игра на выбывание
Второй этап состоит из трёх раундов.
В первом раунде команды, занявшие места с 5 по 12 в регулярном сезоне, играют между собой в парах (5-12, 6-11, 7-10, 8-9) до трех побед. Преимущество при распределении итоговых мест среди проигравших отдается той команде которая набрала большее кол-во очков в этом раунде.
Команды, занявшие в регулярном сезоне места ниже 12-го, играют на вылет. Худшая команда в итоге встречается с победителем Региональной Лиги за право остаться в NKL.
Во втором раунде (четвертьфинале) встречаются победители пар первого раунда с командами занявшими 1-4 места по итогам регулярного сезона. Преимущество при распределении итоговых мест среди проигравших отдается командам, занявшим 1-4 места по итогам регулярного сезона. Противостояние длится до трёх побед.
В третьем раунде (полуфинале) играют победители четвертьфинала до трёх побед.
Этап III — Финал
Победители полуфинальных пар встречаются в финальном противостоянии до четырёх побед. Проигравшие в полуфинале в матче за 3-е место играют до трёх побед.
Победитель финала играет с худшей командой LKL за право повышения в классе.

## Команды
Сезон 2018/2019
| Команда             | Город      | Год основания | Арена                               | Вместимость |
| ------------------- | ---------- | ------------- | ----------------------------------- | ----------- |
| Витис               | Шакяй      | 2005          | Šakiai JKSC Sport Hall              | 800         |
| Гаргждай-SC         | Гаргждай   | 2014          | VPK Sport Hall                      | 100         |
| Деликатесас         | Ионишкис   | 1994          | Saulės Elementary School Sport Hall | 200         |
| Жальгирис-2         | Каунас     | 1999          | Žalgiris Training Facility          | 500         |
| КТУ                 | Каунас     | 1990          | Chemistry Building Sport Hall       | 200         |
| Куршяй              | Паланга    | 2018          | Palanga Arena                       | 1 000       |
| Няптунас-Аквасервис | Клайпеда   | 1987          | Klaipėda KKRC                       | 400         |
| Пярлас              | Вильнюс    | 2013          | Lietuvos Rytas Arena                | 3 000       |
| Синтек-Ионава       | Ионава     | 1999          | Jonava Arena                        | 2 200       |
| Судува-Мантинга     | Мариямполе | 2006          | Marijampolė ŽSM Sport Hall          | 600         |
| Таураге             | Таураге    | 2010          | Sport Center "Bastilija"            | 400         |
| Тельшяй             | Тельшяй    | 2012          | Telšiai Sport Arena                 | 750         |
| Шилуте              | Шилуте     | 1990          | Šilutės Vydūno Gymnasium            | 500         |
| Эжярунас            | Молетай    | 2009          | Molėtai Arena                       | 500         |
| Эряляй              | Мажейкяй   | 2005          | Mažeikiai Venta School Sport Hall   | 800         |

## Чемпионы
| Сезон   | Чемпион                                      | Финалист                        | 3-е место                                    |
| ------- | -------------------------------------------- | ------------------------------- | -------------------------------------------- |
| 2005/06 | Академия-МРУ (Вильнюс)                       | Нафта-Уни-Лайвите (Клайпеда)    | Пунтукас-Яримпексас (Аникщяй)                |
| 2006/07 | Нафта-Уни-Лайвите (Клайпеда)                 | Декстера (Ионава)               | Мереста (Пакруойис)                          |
| 2007/08 | Жальгирис - Школа Арвидаса Сабониса (Каунас) | Наглис-Адаркис (Паланга)        | Декстера (Ионава)                            |
| 2008/09 | Рудупис (Пренай)                             | Мереста (Пакруойис)             | Мажейкяй (Мажейкяй)                          |
| 2009/10 | Наглис-Адаркис (Паланга)                     | Мальста (Ионава)                | Мажейкяй (Мажейкяй)                          |
| 2010/11 | Пено Жвайгждес (Пасвалис)                    | Мажейкяй (Мажейкяй)             | Нафта-Университетас (Клайпеда)               |
| 2011/12 | ЛККА-Атлетас (Каунас)                        | Статиба (Вильнюс)               | Жальгирис - Школа Арвидаса Сабониса (Каунас) |
| 2012/13 | Мажейкяй (Мажейкяй)                          | Дзукия (Алитус)                 | Жальгирис-2 (Каунас)                         |
| 2013/14 | Мажейкяй (Мажейкяй)                          | Тракай (Тракай)                 | Тиуменас-Эжерунас (Молетай)                  |
| 2014/15 | Нафта-Уни-Аквасервис (Клайпеда)              | Эжерунас-Карис (Молетай)        | Судува-Мантинга (Мариямполе)                 |
| 2015/16 | Судува-Мантинга (Мариямполе)                 | Жальгирис-2 (Каунас)            | Паланга (Паланга)                            |
| 2016/17 | Судува-Мантинга (Мариямполе)                 | Нафта-Уни-Аквасервис (Клайпеда) | Витис (Шакяй)                                |
| 2017/18 | Нептунас-Аквасервис (Клайпеда)               | Жальгирис-2 (Каунас)            | Витис (Шакяй)                                |